# Ли Сун
Ли Сун (李嵩, 1190 — 1230) — китайский придворный художник времён Южной Сун.

## Жизнеописание
Родился в 1190 в г. Цяньтан (современный г. Ханчжоу), столице династии Южная Сун. Сначала занимался плотничеством, однако обнаружил способности к рисованию, после чего стал учеником художника Ли Цунсюня. Благодаря последнему попал к императорскому двору. Впоследствии занял место своего учителя. Выполнял заказы императоров Нин-цзуна и  Ли-цзуна. Умер в Цяньтане в 1230 году.

## Творчество
Специализировался на создании портретов, человеческих фигур. Наиболее известной из этого наследия является картина «Торговец безделушками» (Музей Гугун в Пекине). На ней изображены люди — торговец, дети и их мать, — явно крестьянского происхождения. Чувства каждого участника сцены переданы очень живо. Несмотря на схожее название, эта картина заметно отличается от работы Су Ханьчена по своему содержанию, форме и глубине.

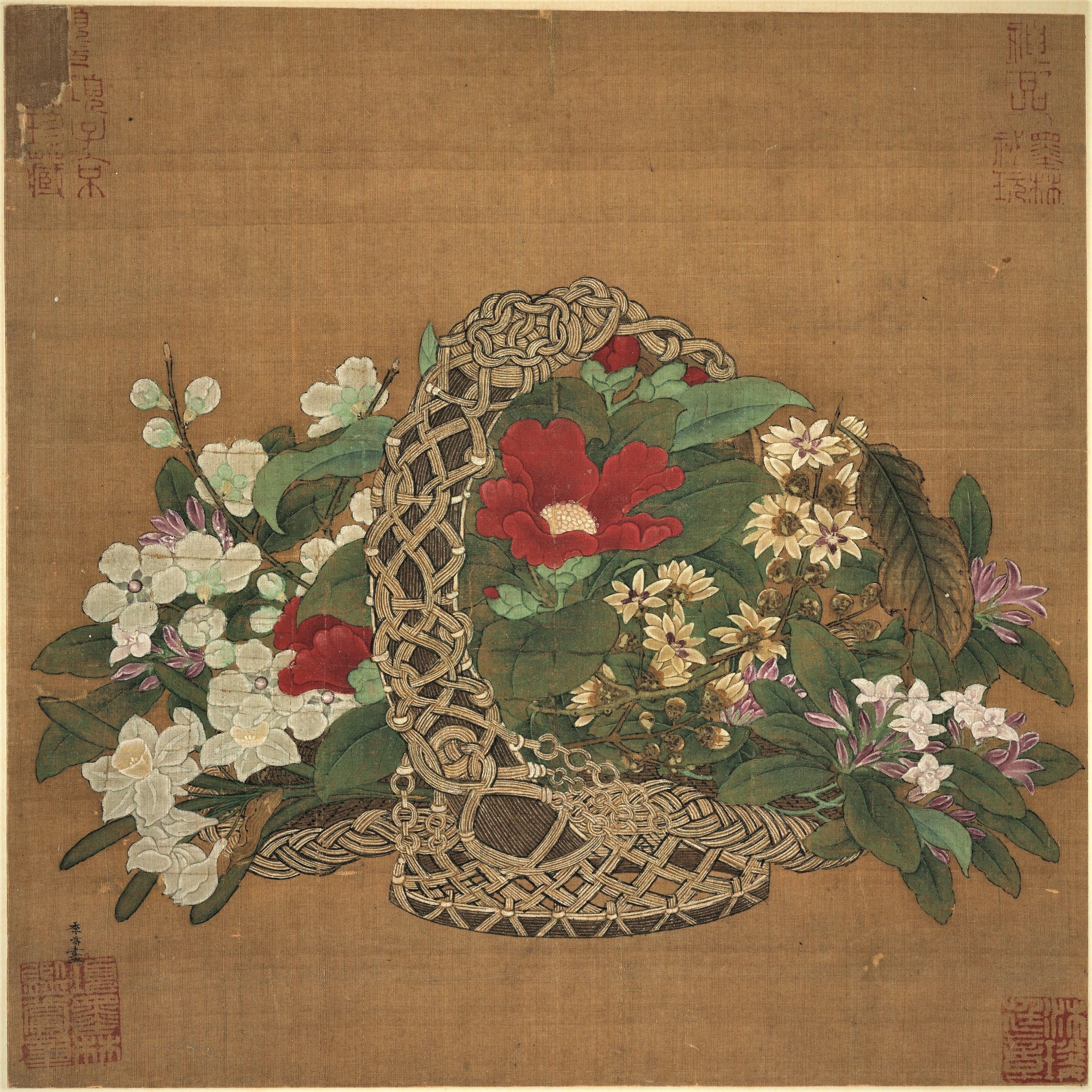
«Корзина цветов»

 Также Ли Сун работал в жанре натюрморта (известная картина «Корзина цветов») и пейзажа («Вид Цяньтан»).